# Eiphosoma rudelium
Eiphosoma rudelium är en stekelart som beskrevs av Ian D. Gauld 2000. Eiphosoma rudelium ingår i släktet Eiphosoma och familjen brokparasitsteklar. Inga underarter finns listade i Catalogue of Life.